# Tan Yayun
Tan Yayun (chiń. 谭亚运; ur. 18 listopada 1992) – chińska sztangistka.
Startuje w kategorii do 48 kg. Jej największym sukcesem jest złoty medal mistrzostw świata we Wrocławiu (2013).

## Osiągnięcia
| Rok  | Zawody             | Miasto  | Miejsce | Kategoria | Wynik  |
| ---- | ------------------ | ------- | ------- | --------- | ------ |
| 2013 | Mistrzostwa świata | Wrocław | 1       | 48 kg     | 199 kg |